# Come una fiaba
Come una fiaba è il nono album del cantante napoletano Tony Colombo, del 2002.

## Tracce
1. Nun te miette maie aff'ammore
2. La regina dei sogni
3. Chiove
4. Se farai l'amore
5. Simme marito e moglie
6. Tu senza 'e me
7. L'amica di mammà
8. 'O solito pensiero
9. Nu guaglione scustumato
10. Tu me' sì troppo simpatica